# Gaediopsis vinnula
Gaediopsis vinnula là một loài ruồi trong họ Tachinidae.